# BONNIE PINK GOES OVERSEAS
『BONNIE PINK GOES OVERSEAS』（ボニー・ピンク・ゴーズ・オーバーシィーズ）は、BONNIE PINKのドキュメンタリー・ビデオである。2005年9月21日発売。発売元はタイスケ。規格コードはTACD-008。

## 概要
2005年にカナダ、アメリカで行なわれた海外ライブの模様を自身のインタビューを交えながら収録。
また、特典映像として2005年1月フランス・カンヌで行なわれた『MIDEM』(国際音楽産業見本市)の｢Japan night｣に出演時の映像と、スウェーデン･マルメで行なわれたアルバム『Golden Tears』のレコーディング・ショットも収録されている。
2005年のデビュー10周年に当たる9月21日に自身のオリジナル･レーベルより発売された。

## 収録映像
1. Toronto / CANADA
2. New York / USA
3. Austin / USA

## 特典映像
- Cannes / FRANCE
- Recording for "Golden Tears"